# Euphoresia bisquamulata
Euphoresia bisquamulata är en skalbaggsart som beskrevs av Brenske 1901. Euphoresia bisquamulata ingår i släktet Euphoresia och familjen Melolonthidae. Inga underarter finns listade i Catalogue of Life.